# Parque Metropolitano (estación)
La estación Parque Metropolitano será una estación del Teleférico Bicentenario, un proyecto del Legado Bicentenario ubicado en la ciudad de Santiago en Chile, que pasará por las comunas de Las Condes, Vitacura y Huechuraba.

## Ubicación
La estación estará ubicada en la intersección de Federico Albert con Rodrigo Phillipi en el Parque Metropolitano de Santiago. En las cercanías están el Mirador El Sauce y el estanque Las Torres.

## Historia
Presentado por primera vez en 2010 por la consultora Nueva Vía Limitada, el proyecto Teleférico Bicentenario no incluía una estación en el Parque Metropolitano, sino simplemente cruzarlo a la altura del Parque Bicentenario.
No obstante, las bases oficiales de la licitación del proyecto en 2017 redujeron a tres las estaciones, incluyendo Parque Metropolitano como una de ellas. Esta última fue definida como "una nueva puerta de acceso al parque".
A nivel de equipamiento, la estación contará contará con facilidades de trasbordo de buses turísticos, bicicletero, estacionamiento para vehículos de emergencia y una pérgola pública para los visitantes.
Las obras comenzaron en diciembre de 2023.